# Jürgen Raiber
Jürgen Raiber (* 15. Oktober 1957 in Nordhausen) ist ein deutscher Maler, Grafiker und Bildhauer.

## Leben
Raiber verbrachte seine Kindheit und Schulzeit in Nordhausen. Von 1983 bis 1988 studierte er im Grundstudium Malerei und Grafik an der Hochschule für Grafik und Buchkunst Leipzig unter anderen bei Dietrich Burger, Volker Stelzmann, Walter Libuda, Ulrich Hachulla. Nachfolgend absolvierte er die Fachklasse für Grafik bei Rolf Kuhrt, 1988 Diplom für Grafik (Holzschnitte und Radierungen). Als Vertreter der mittleren Generation der Leipziger Schule studierte er zeitgleich u. a. mit Neo Rauch, Michael Kunert, Reinhard Minkewitz und Michael Triegel. Von 1988 bis 1991 folgte ein Meisterschülerstudium bei Werner Tübke. In den folgenden Jahren arbeitete Raiber freiberuflich ausschließlich in den Genre Zeichnung, Radierung und Holzschnitt.
Von 1998 bis 2002 folgte ein Aufbaustudium für Bildhauerei an der Hochschule für Kunst und Design Halle, bei Bernd Göbel. Seitdem entstehen überwiegend bildhauerisch-plastische Arbeiten in Holz, Stein, Ton, Bronze. Seit 1990 ist er Mitglied in der deutschen Sektion der Holzschneidervereinigung XYLON.
Jürgen Raiber lebt seit 1995 in Mölbis südlich von Leipzig.

## Werk
Jürgen Raiber arbeitete während seines Kunststudiums ausschließlich zeichnend und in den originalgrafischen Techniken Holzschnitt und Radierung mit der menschlichen Figur in ihrem natürlichen und sozialen Umfeld. Die Meisterschülerzeit bei Werner Tübke diente der weiteren Intensivierung seiner zeichnerischen Auseinandersetzung mit Gestalt und Physiognomie des Menschen.
In der Entscheidung (ab Mitte der 1990er Jahre) für die Plastik vollzog sich der Übergang vom Bild zum Gebilde der dreidimensionalen Wirklichkeit, die Expansion der Form in den Raum.

## Ausstellungen (Auswahl)
- Einzelausstellungen

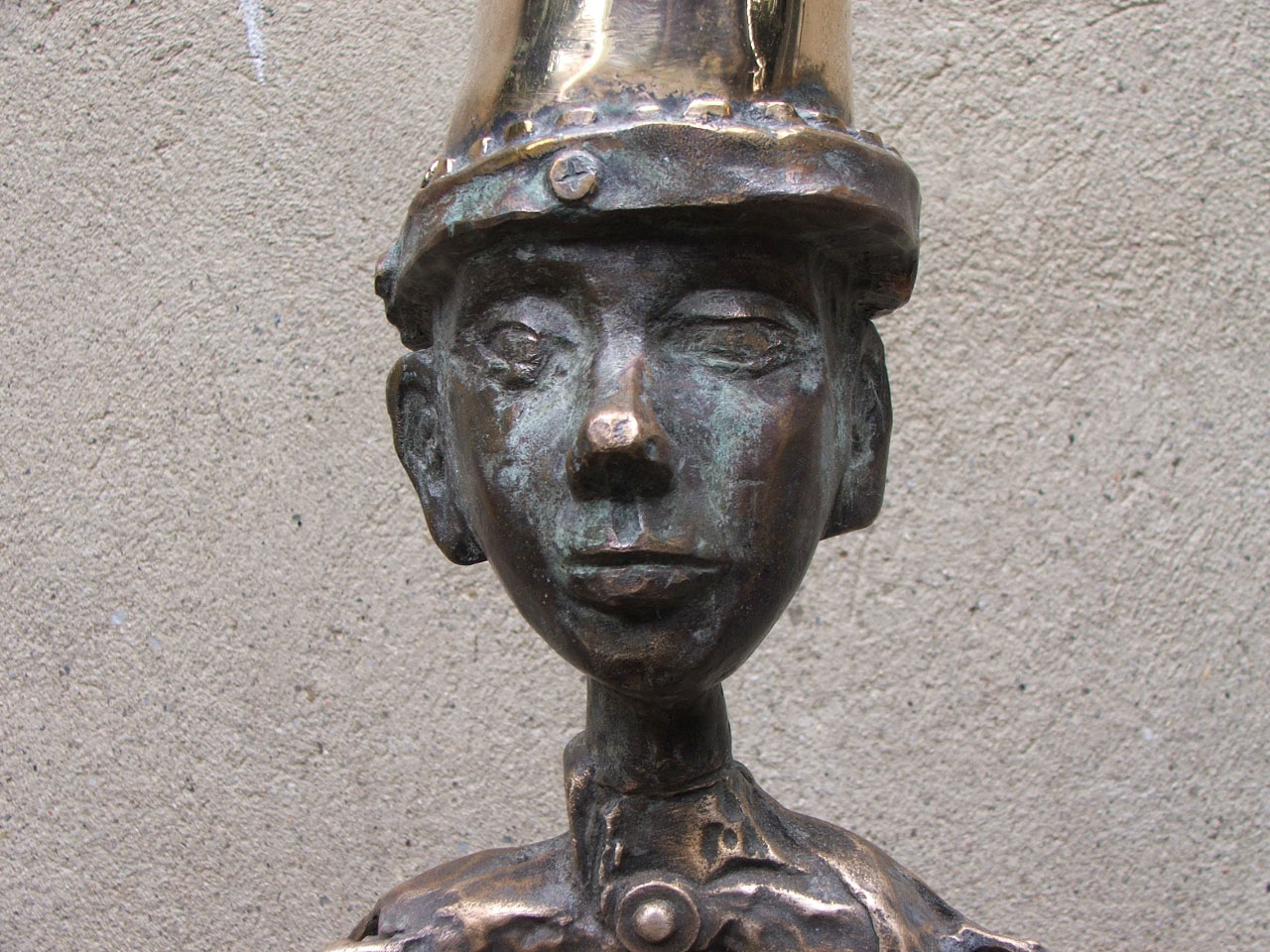
Pierrot im Kulturhaus Böhlen

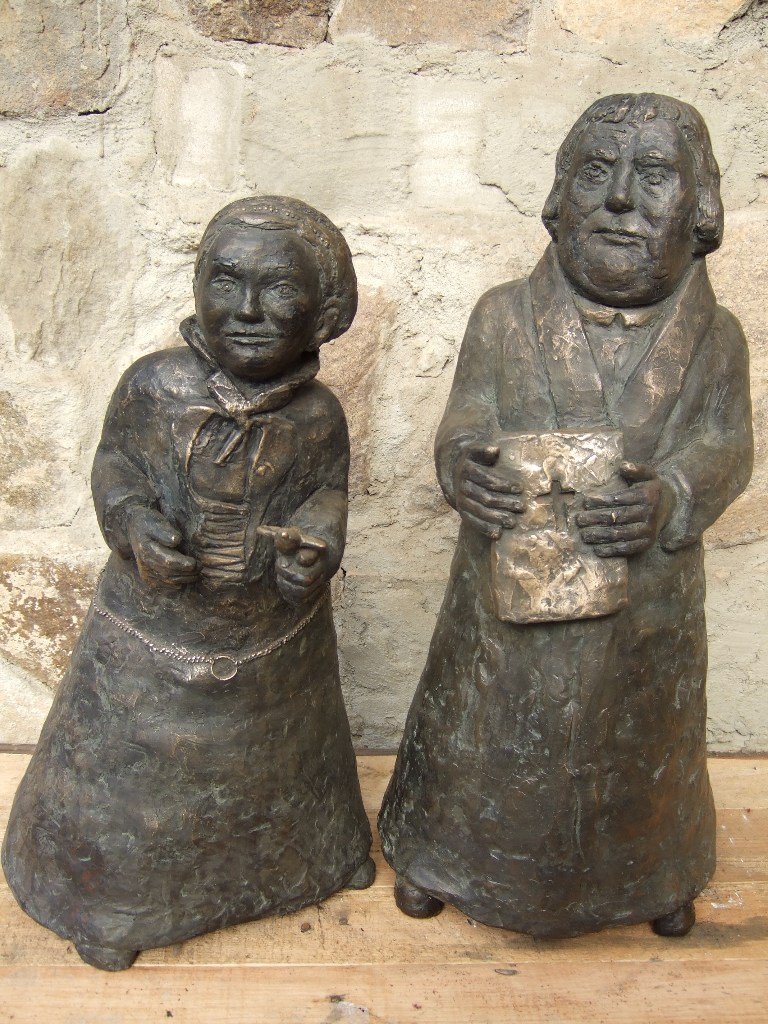
Ev. Katharina von Bora-Kirche Neukieritzsch "Katharina und Luther" 2017, Bronze

  - 2000 Kuppelhalle der Dresdner Bank am Augustusplatz, Leipzig
  - 2000 Kunstkaufhaus Baden-Baden,
  - 2001 Krypta des Völkerschlachtdenkmals Leipzig,
  - 2004 Grafisches Kabinett, Flaach, Schweiz – Grafikmappe „Weiblichkeiten“ im Auftrag der Schweizer Xylon-Sektion
  - 2007 Galerie Könitz, Leipzig
  - 2009 Kunst in der Klinik, Universitätsklinikum Jena
  - 2010 Max-Bürger-Forschungszentrum, Universität Leipzig,
  - 2011 Tapetenwerk Leipzig
  - 2012 Galerie Himmelreich, Magdeburg
- Ausstellungsbeteiligungen
  - 1994 Grafik-Triennale Winterthur, Schweiz
  - 1999 und 2006 Grafik-Triennale, Kairo
  - 2002 Neue Sächsische Galerie Chemnitz (1. Preis für Bildhauerei)
  - 2007 Grafik-Triennale Saint-Louis, Frankreich
  - 2008 Leipziger Jahresausstellung
  - 2010 Große Kunstausstellung Nürnberg[2]
  - seit 1990 Xylon-Ausstellungen[3] in Deutschland[4], Polen, Schweiz, Österreich, Frankreich, Japan, Israel
  - 2014 Kulturambulanz – Universität, Bremen
  - 2014 Galerie Verein Berliner Künstler – Galerie Flierl, Berlin
  - 2015 TheArtScouts Gallery, Berlin
  - 2015 Schau der Holzschneider-Vereinigung Xylon, Reutlingen[5]

## Arbeiten im öffentlichen Raum (Auswahl)

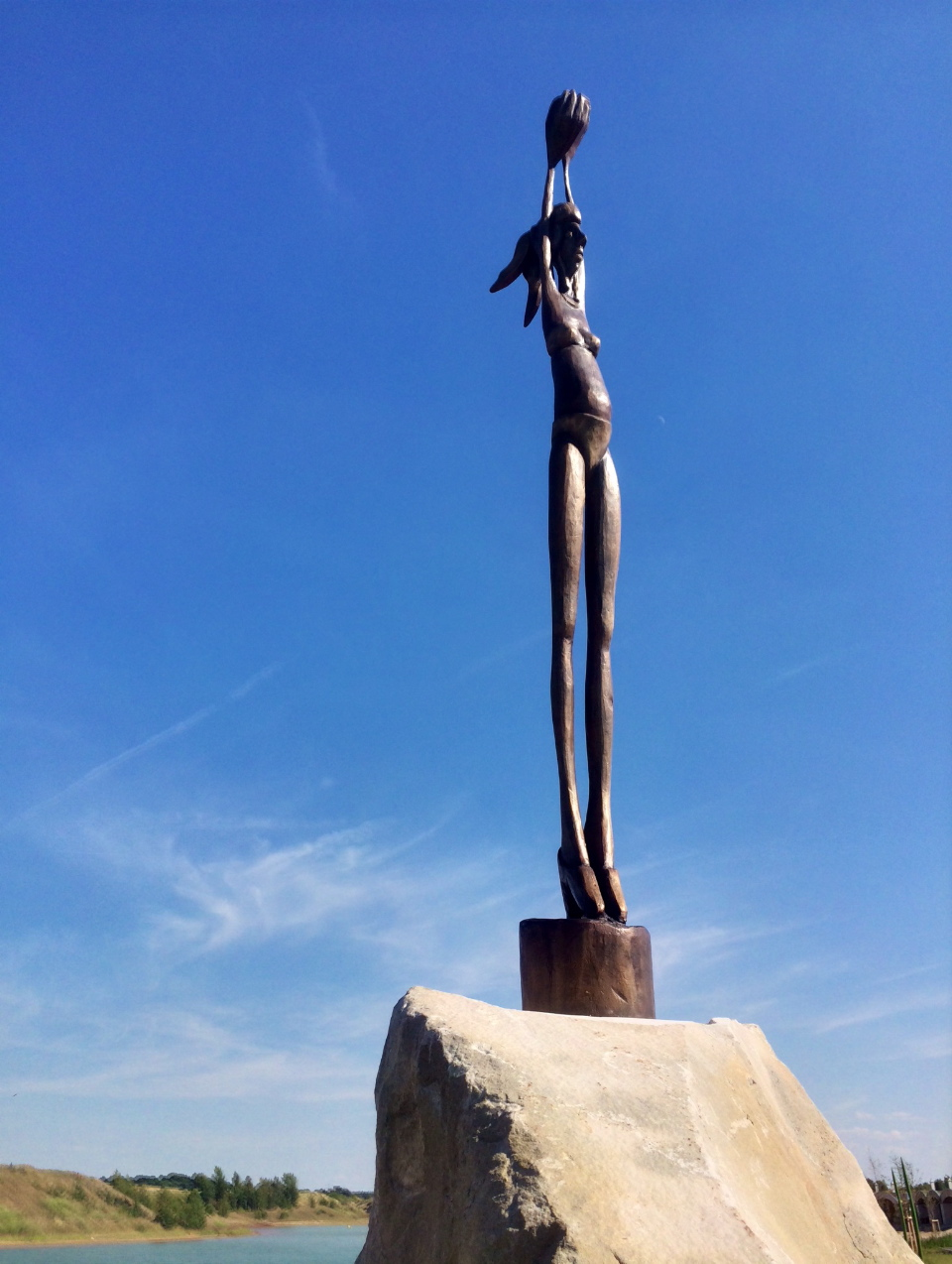
Bronze – Bella Gruna am Störmthaler See 2014

- Levico / Therme, Italien
- Landratsamt Landkreis Leipzig
- Regierungspräsidium Leipzig
- Commerzbank Leipzig
- Kulturhaus Borna
- Kulturhaus Böhlen
- Kirche in Panitzsch
- Emmauskirche Borna
- Marienkirche Geithain
- Kunsthaus Meyenburg, Nordhausen
- Ringelnatzhaus Wurzen
- Störmthaler See